# Nunca voy a olvidarte
«Nunca voy a olvidarte» es una título de canción de la autoría de Roberto Belester y grabado primeramente por la banda mexicana de música norteña Bronco en su álbum Salvaje y tierno (1991). La versión más conocida es la interpretada por el cantautor mexicano Cristian Castro, incluida cómo el sencillo principal de su segundo álbum de estudio Un segundo en el tiempo (1993). Fue ganadora de un Billboard Latin Music Awards a la mejor canción del año, además de un premio Lo Nuestro y un Eres (el cual fue entregado en persona por Thalía. El tema consiguió el primer puesto en el Hot Latin Tracks de la revista Billboard. Hoy es recordado como un clásico hispano de la década de los 90's.
También fue versionada en 1994, por la cantante puertorriqueño-estadounidense La India bajo la producción de Sergio George incluida en su álbum Dicen que soy. Esta versión alcanzó el número 11 del Hot Latin Tracks y obtuvo la primera posición en el Tropical Songs de la revista Billboard.
Existe también otra versión hecha por el grupo argentino Sombras en 1994 y cantada por Daniel Agostini parte del álbum Niña caprichosa.

## Posiciones

### Listas semanales
| Lista (1993)                    | Mejor posición |
| ------------------------------- | -------------- |
| U.S. Billboard Hot Latin Tracks | 1              |

### Listas anuales
| País | Lista (1993)                    | Posición | Ref.  |
| ---- | ------------------------------- | -------- | ----- |
|      | U.S. Billboard Hot Latin Tracks | 4        | [ 4 ] |

### Sucesión y posicionamiento
| Predecesor: Mi tierra de Gloria Estefan | U.S. Billboard Hot Latin Tracks — Sencillo N°. 1 18 de septiembre de 1993 - 15 de octubre de 1993 | Sucesor: Guadalupe de José & Durval |